# Annette Jacky Messomo
 (février 2020).
Annette Jacky Messomo, née le 1er mars 1993 à Ebolowa au Cameroun, est une footballeuse internationale équatoguinéenne. Elle a aussi la nationalité camerounaise. Elle a participé à plusieurs compétitions sous le maillot de la Guinée équatoriale, notamment la CAN féminine 2018.

## Biographie

### Carrière
Annette Jacky Messomo commence le football au Cameroun, à l'âge de six ans, dans des équipes de garçons, le pays n'ayant pas de structures dans le football féminin.
Lors de la saison 2010-2011, elle participe au championnat russe avec le FC Energiya. En 2011-2012, elle évolue en première division camerounaise avec les Louves Minproff. Entre 2012 et 2014, la jeune Jacky Messomo joue pour les Slovaques du FC Union Nové Zámky avec qui elle dispute le tour préliminaire de la Ligue des champions. En 2014, elle rejoint le Panther Security en D1 camerounaise puis le Spartak Subotica en Serbie. 
En 2016-2017, elle participe aux éliminatoires de la Coupe d’Afrique des Nations féminine avec la sélection équato-guinéenne. 
En club, elle rejoint le BIIK Kazygurt avec qui elle atteint les quarts de finale de Ligue des champions. 
Sélectionnée pour la CAN en 2018, elle est l'objet d'une demande d'expulsion de la Guinée équatoriale à la suite d'une plainte du Kenya qui estime que la joueuse est de nationalité camerounaise, une expulsion annoncée en octobre et annulée en novembre par la CAF. Après la CAN, elle rejoint les Texas Spurs aux USA.